# Serhiy Skachenko
Serhiy Skachenko (sinh ngày 18 tháng 11 năm 1972) là một cầu thủ bóng đá người Ukraina.

## Đội tuyển bóng đá quốc gia Ukraina
Serhiy Skachenko thi đấu cho đội tuyển bóng đá quốc gia Ukraina từ năm 1994 đến 2002.

## Thống kê sự nghiệp
| Đội tuyển bóng đá Ukraina | Đội tuyển bóng đá Ukraina | Đội tuyển bóng đá Ukraina |
| Năm                       | Trận                      | Bàn                       |
| ------------------------- | ------------------------- | ------------------------- |
| 1994                      | 4                         | 0                         |
| 1995                      | 0                         | 0                         |
| 1996                      | 0                         | 0                         |
| 1997                      | 0                         | 0                         |
| 1998                      | 4                         | 3                         |
| 1999                      | 7                         | 0                         |
| 2000                      | 0                         | 0                         |
| 2001                      | 0                         | 0                         |
| 2002                      | 2                         | 0                         |
| Tổng cộng                 | 17                        | 3                         |